# Jurassic Park
Jurassic Park är en amerikansk film som hade biopremiär i USA den 11 juni 1993, regisserad av Steven Spielberg, fritt baserad på boken Urtidsparken av Michael Crichton. Filmen har fått fem sammanhängande uppföljare.

## Handling
Företaget InGen har lyckats framställa utdöda dinosaurier av urgammalt DNA. Genom att utvinna blod från myggor som fossiliserats i bärnsten hittar man DNA från de olika dinosauriearter som myggorna har stuckit. Av säkerhetsskäl föder man bara upp honor, och dessutom är de genetiskt modifierade så att de saknar ett ämne i kroppen som de måste få tillfört regelbundet för att överleva. På det sättet kan inga dinosaurier föröka sig eller ens överleva utanför parken.
En park, Jurassic Park, ska öppnas på ön Isla Nublar. Innan parken ska öppnas bjuder ägaren John Hammond (Richard Attenborough) in dinosaurieexperterna Alan Grant (Sam Neill) och  Ellie Sattler (Laura Dern) till ön, samtidigt som advokaten Donald Gennaro som representerar parkens investerare bjuder in matematikern och kaosteoretikern Ian Malcolm (Jeff Goldblum). Efter ett besök i parkens högkvarter får de åka på en attraktion i en jeep tillsammans med Hammonds barnbarn Tim Murphy (Joseph Mazzello) och Lex Murphy (Ariana Richards). På vägen tillbaka till kvarteret bryts strömmen till elstängslen som omger dinosaurierna och det är parkens säkerhetsrådgivare Dennis Nedry (Wayne Knight) som visar sig ligga bakom. Han är nämligen en spion som försöker stjäla dinosauriernas embryon från högkvarteret så han kan sälja dem till ett konkurrerande företag i utbyte mot 1,5 miljon dollar. När strömmen bryts blir personerna på attraktionen attackerade av en Tyrannosaurus rex. Alan och John Hammonds två barnbarn Lex och Tim (Ariana Richards och Joseph Mazzello) lyckas undkomma attacken och flyr in i djungeln. Nedry själv når dock aldrig hamnen för att överlämna de stulna embryona då en storm gör att han kör vilse i djungeln på väg till hamnen och blir dödad av en Dilophosaurus när hans bil kör fast. Alan och barnen försöker ta sig tillbaka till högkvarteret, jagade av den hungriga Tyrannosaurus rexen och velociraptorerna.

## Produktion
Filmen var ursprungligen tänkt att spelas in i Costa Rica då filmen utspelar sig där. Men då Steven Spielberg var osäker på landets infrastruktur samt hur frakt av materiel skulle lösas valde man att istället spela in filmen på Hawaiiöarna Kauai och Oahu. Spielberg ville i största möjliga mån använda animatroniska robotar i verklig storlek för att skapa dinosaurierna i filmen. Men för scenerna där dinosaurierna rörde sig var Spielberg inställd på att behöva använda sig av stop motion och mindre dockor. Men efter att Spielberg blivit kontaktad av Industrial Light and Magic som visade hur dinosaurierna istället kunde animeras ändrade sig Spielberg och beslutade att stop motion så gott som helt skulle utebli ur filmen. Stop motion animatörerna sa då att de själva blivit dinosaurierna och blivit "extinct" eller utrotade. Vilket inspirerade dialogen i filmen när karaktären Ian Malcolm säger att de blivit utrotade. En annan nyhet för filmen var DTS Digital Surround ljud, en teknik som inte tidigare använts inom film. Men inte långt efter att Jurassic Park släpptes blev formatet standard runt om i USA och övriga världen.

## Om filmen

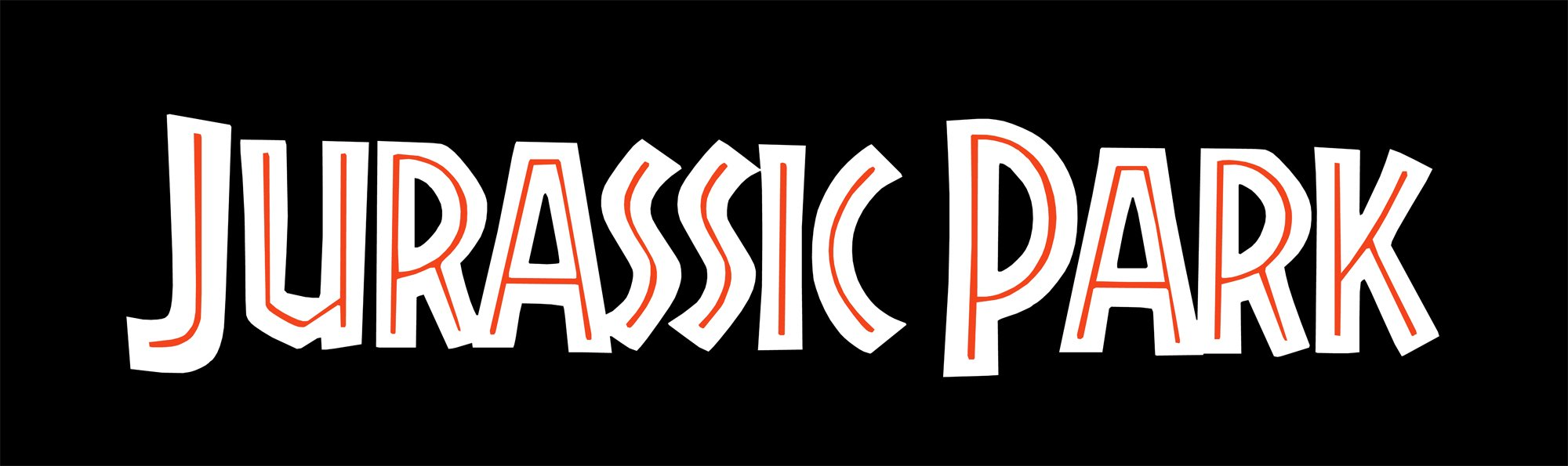

- Jurassic Park är regisserad av Steven Spielberg efter Michael Crichtons roman Urtidsparken.
- Filmen vann alla sina tre Oscarnomineringar för bästa specialeffekter, bästa ljud och bästa ljudredigering.
- Filmen blev en stor kassasuccé, den kostade 63 miljoner dollar att göra och intäkterna blev enorma.
- Velociraptorerna blev världskända för filmen, men raptorernas storlek är fiktiv. Velociraptor var inte tre meter lång, utan storleksmässigt som en stor kalkon eller en liten varg. Det var Spielberg som ville att de skulle vara så stora.[4] Det har emellertid funnits flera sorters raptorer i den här storleken. Två av dessa arter kallas Dakotaraptor och Deinonychus. Deras intelligens har även överdrivits.
- I augusti 2012 rapporterades det att Australiens rikaste man, Clive Palmer, delvis känd för att tidigare samma år ha beställt ett återuppbyggt RMS Titanic [5], hade planer på att bygga upp en egen park av samma sort som Jurassic Park i Australien, och på samma sätt lyckas skapa dinosaurier. DNA-teamet bakom fåret Dolly lär stå bakom honom i projektet.[6]
- Filmen hade Sverigepremiär den 3 september 1993.[7]

## Rollista (i urval)
| Sam Neill            | – Dr. Alan Grant    |
| Laura Dern           | – Dr. Ellie Sattler |
| Jeff Goldblum        | – Dr. Ian Malcolm   |
| Richard Attenborough | – John Hammond      |
| Bob Peck             | – Robert Muldoon    |
| Martin Ferrero       | – Donald Gennaro    |
| B.D. Wong            | – Dr. Henry Wu      |
| Samuel L. Jackson    | – Ray Arnold        |
| Wayne Knight         | – Dennis Nedry      |
| Joseph Mazzello      | – Tim Murphy        |
| Ariana Richards      | – Lex Murphy        |
| Cameron Thor         | – Lewis Dodgson     |
| Gerald R. Molen      | – Dr. Gerry Harding |
| Miguel Sandoval      | – Juanito Rostagno  |

## Dinosaurier (synliga eller nämnda)
- Tyrannosaurus rex
- Dilophosaurus
- Brachiosaurus
- Proceratosaurus
- Metriacanthosaurus
- Velociraptor
- Gallimimus
- Parasaurolophus
- Triceratops
- Stegosaurus

### Fotnoter
1. ↑  ”Jurassic Park” (på engelska). Box Office Mojo. 11 juni 1993. http://www.boxofficemojo.com/movies/?id=jurassicpark.htm. Läst 20 september 2016.
2. ↑  Universal Pictures All-Access (13 juli 2022). ”Jurassic Park | Return to Jurassic Park: Dawn of a New Era | Bonus Feature”. https://www.youtube.com/watch?v=m5f_Sf48ZDE. Läst 8 oktober 2024.
3. ↑  Jennifer Pendleton (28 december 1993). ”Soundtrack Firm Gets Big Break in the Movies : Film: 'Jurassic Park' opened the door. Steven Spielberg and Universal Studios own stakes in Digital Theater Systems of Westlake Village.” (på amerikansk engelska). Los Angeles Times. https://www.latimes.com/archives/la-xpm-1993-12-28-fi-6309-story.html. Läst 8 oktober 2024.
4. ↑  ”The velociraptors in the 'Jurassic Park' movies are nothing like their real-life counterparts”. http://www.businessinsider.com/what-velociraptors-look-like-2015-5?r=US&IR=T&IR=T. Läst 7 februari 2017.
5. ↑  Lukas Lindström (30 april 2012). ”Australisk miljardär bygger Titanic-kopia”. Yle.fi. http://svenska.yle.fi/artikel/2012/04/30/australisk-miljardar-bygger-titanic-kopia. Läst 26 augusti 2012.
6. ↑  Alexander Dunerfors (3 augusti 2012). ”Galen miljardär bygger egen Jurassic Park”. Moviezine.se. http://www.moviezine.se/artikel/10940-galen-miljardar-bygger-egen-jurassic-park. Läst 26 augusti 2012.
7. ↑  ”Jurassic Park”. Svensk filmdatabas. 3 september 1993. http://www.sfi.se/sv/svensk-filmdatabas/Item/?type=MOVIE&itemid=17866&ref=%2ftemplates%2fSwedishFilmSearchResult.aspx%3fid%3d1225%26epslanguage%3dsv%26searchword%3dJurassic+Park%26type%3dMovieTitle%26match%3dBegin%26page%3d1%26prom%3dFalse. Läst 5 augusti 2011.